# Mugnano di Napoli
Mugnano di Napoli là một đô thị ở tỉnh Napoli ở vùng Campania, cách khoảng 10 km về phía tây bắc của Napoli. Tại thời điểm ngày 31 tháng 12 năm 2004, đô thị này có dân số 31.602 người và diện tích là 5,27 km².
Mugnano di Napoli giáp các đô thị: Calvizzano, Giugliano in Campania, Marano di Napoli, Melito di Napoli, Napoli, Villaricca.